# Топчиев, Леонид Георгиевич
Леонид Георгиевич Топчиев (9 января 1930; Москва, РСФСР, СССР — 24 июня 2021; Москва, Россия) — советский и российский актёр театра и кино, режиссёр. Заслуженный артист РСФСР (1969).

## Биография
Родился 9 января 1930 года в Москве, в семье Георгия (Геворка) Степановича Топчиева и Елизаветы Соломоновны Топчиевой (Цетлин).
С детства Топчиев начал интересоваться театральной деятельностью. С 1946 года по 1949 год являлся артистом Центрального детского театра. В 1952 году по 1975 год служил артистом в Московском Художественном академическом театре им. М. Горького. С 1975 года по 1978 год – главный режиссёр Вологодского театра драмы. С 1978 года по 1979 год – главный режиссёр Ярославского государственного академического театра драмы им. Ф. Г Волкова. С 1980 года руководил Московским литературно-драматическим театром ВТО. С 1983 года стал профессором кафедры мастерства актёра, преподавал в РАТИ-ГИТИС.
Снимался в кино с 1957 года по 1988 год.
Ушёл из жизни 24 июня 2021 года в своей квартире на Нахимовском проспекте города Москвы по естественной причине (возраст), но ряд СМИ указали дату 23 июня 2021 год, якобы дата смерти была зафиксирована врачами, хотя на могиле указано 24 число.

## Творчество

### Фильмография
- 1957 — Борец и клоун (Орландо)
- 1957 — Хождение за три моря (Иван III, великий князь Московский)
- 1958 — Олеко Дундич (Граф Галицкий)
- 1959 — Потерянная фотография (Мергелян)
- 1961 — Казаки (друг Оленина)
- 1963 — Верните плату за обучение (фильм-спектакль) — секретарь
- 1965 — Учитель словесности (фильм-спектакль) — Гернет, поручик
- 1968 — Тебе моё сердце (фильм-спектакль)
- 1971 — Нахлебник (фильм-спектакль) — Флегонт Александрович Тропачёв, сосед Елецких, помещик
- 1972 — Машенька (фильм-спектакль)
- 1981 — Этот фантастический мир, 5 выпуск (фильм-спектакль) — профессор Боултон
- 1982 — Мать Мария (Рудзинский)
- 1988 — Радости земные (директор НИИ)

### Режиссёрские работы
- 1978 — «Репетитор» (Г. И. Полонский)
- 1978 — «Юность отцов» (Б. Л. Горбатов)
- 1979 — «Царская охота» (Л. Г. Зорин)
- 1979 — «Песня жизни» (А. В. Сафронов)

### Озвучивания
- 1961 — Квартал Мечта (Рико), Греция.

## Личная жизнь
- Жена — Марина Михайловна Мухина (род. 1939).
  - Дочь — Ольга Леонидовна Топчиева (род. 1972)
  - Внук —  Василий Родионович Белецкий (род. 2000)
  - Внучка — Нина Родионовна Белецкая (род. 2003)
- Другие родственники

Племянник химика Константина Степановича Топчиева, лауреата Сталинской премии (1950) и активных деятелей РСДРП Льва Цетлина и Бориса Цетлина. Двоюродный брат математика Михаила Цетлина. Двоюродный дядя церковного историка и краеведа Аркадия Шатохина.

## Звания и награды
- Заслуженный артист РСФСР (1969)
- Медаль ордена «За заслуги перед Отечеством» II степени (2004)

## Издательства
- Любомудров М.Н. Века и годы старейшей сцены. - М.: Советская Россия, 1981.